# منتخب قبرص لكرة السلة للسيدات
منتخب قبرص لكرة السلة للسيدات هو ممثل قبرص الرسمي في المنافسات الدولية في كرة السلة للسيدات.